# Liste der denkmalgeschützten Objekte in Grafenstein (Kärnten)
Die Liste der denkmalgeschützten Objekte in Grafenstein enthält die 19 denkmalgeschützten, unbeweglichen Objekte der Gemeinde Grafenstein in Kärnten.

## Denkmäler
| Foto |                 | Denkmal | Standort                                          | Beschreibung | Metadaten |
| ---- | --------------- | --- | ------------------------------------------------- | --- | --- |
| ja   | Datei hochladen | Burgstall Sand HERIS-ID: 46993 Objekt-ID: 49406                                                             | Rinnwald Standort KG: Berg                        | Frühmittelalterliche Wallanlage. Südöstlich des Marktes Grafenstein auf einer terrassenförmigen Anhöhe im nördlichen Steilabfall der Sattnitz; aus drei Erdwällen (bis zu 6 m breit und 2 m hoch) mit Gräben an den Außenseiten. | BDA-Hist.: Q38025014 Status: Bescheid Stand der BDA-Liste: 2025-06-30 Name: Burgstall Sand GstNr.: 188, 189, 190 Burgstall Sand (Grafenstein)                                           |
| ja   | Datei hochladen | Burgstall Altgrafenstein HERIS-ID: 10741 Objekt-ID: 6803                                                    | Standort KG: Berg                                 | Burgruine Lerchenau. Mittelalterliche Wehranlage, urkundlich 1158 als castrum gravenstaine, 1551 als Burgstall bezeichnet. Südöstlich der Ortschaft im nördlichen, sehr steilen Sattnitzabbruch gelegene Wehranlage. Reste der Fundamentmauern und Erdwälle erhalten. Anlage bestehend aus Hauptburg in dreieckförmigem Bering und einer durch einen Graben geschützten Vorburg, Grundriss erkennbar. | BDA-Hist.: Q1010766 Status: Bescheid Stand der BDA-Liste: 2025-06-30 Name: Burgstall Altgrafenstein GstNr.: 177 Burgstall Altgrafenstein                                                |
| ja   | Datei hochladen | Pfarrhof HERIS-ID: 10731 Objekt-ID: 6793                                                                    | Hauptstraße 91 Standort KG: Grafenstein           | An der Straße östlich des Schlosses, laut Bauinschrift 1741 errichtet (unter Pfarrer Josef Schurian). Kubisch zweigeschoßiger barocker Bau mit einer nach einem Brand 1887 erneuerten Fassadengestaltung und teilweise erhaltener Ausstattung der Bauzeit. Über dem Portal Medaillon mit Relief Madonna mit Kind von 1964. | BDA-Hist.: Q38077814 Status: § 2a Stand der BDA-Liste: 2025-06-30 Name: Pfarrhof GstNr.: .60/1 Pfarrhof Grafenstein                                                                     |
| ja   | Datei hochladen | Schloss Grafenstein HERIS-ID: 10753 Objekt-ID: 6816                                                         | Schloß 1 Standort KG: Grafenstein                 | Dreigeschoßiger, kubischer Bau mit zwölf bzw. acht Achsen und dreigeschoßiger Arkaden-Innenhof. Im Hof befindet sich eine auf 1638 datierte Inschrift des Erbauers, Johann Andreas von Rosenberg. Eine weitere Tafel gibt es von Georg Nikolaus Rosenberg von 1660, der das obere Stockwerk erbauen ließ. Unter Vinzenz von Orsini-Rosenberg erfolgte 1770 eine Gliederung der Fassaden mit Kolossalpilastern, Fensterverdachungen und Dreiecksgiebeln. Im Inneren befinden sich Rokokostuckaturen aus der Zeit 1760–1770 und illusionistische Wandmalereien von etwa 1780.                                                                                  | BDA-Hist.: Q2241254 Status: Bescheid Stand der BDA-Liste: 2025-06-30 Name: Schloss Grafenstein GstNr.: .20/1 Schloss Grafenstein                                                        |
| ja   | Datei hochladen | Wirtschaftsgebäude, Nebengebäude des Schlosses und Portal HERIS-ID: 10754 Objekt-ID: 6817                   | Schloß 1, 2 Standort KG: Grafenstein              | Im Zuge der letzten großen Umgestaltung des Schlosses Ende des 18. Jahrhunderts errichtet. Zweigeschoßige Nebengebäude mit hohen Satteldächern und geschwungenen Giebeln, die die Hauptfassade des Schlosses flankieren; nach Norden wird der so entstandene Schlosshof durch einen Zaun zwischen Mauerpfeilern und einem Portal mit bemerkenswertem Schmiedeeisengitter zur Allee hin abgeschlossen (1782 auf Porträt von Vinzenz Graf Rosenberg dargestellt). | BDA-Hist.: Q64765037 Status: Bescheid Stand der BDA-Liste: 2025-06-30 Name: Wirtschaftsgebäude, Nebengebäude des Schlosses und Portal GstNr.: .20/1, .20/2 Schloss Grafenstein          |
| ja   | Datei hochladen | Aufnahmsgebäude HERIS-ID: 10743 Objekt-ID: 6805                                                             | Truttendorfer Straße 10 Standort KG: Grafenstein  | 1863 nordwestlich des Ortes errichtet. Aufnahmegebäude der Bahnlinie Maribor-Klagenfurt, zweigeschoßiger, historischer Bau mit Satteldach und einer für frühe Südbahnbauten typischen Fassadengestaltung: Putzfassade mit Liniengliederung, Kordon- und Hauptgesimse, Fensterumrahmungen und -verdachungen. Originalbau der ersten Streckenplanung. | BDA-Hist.: Q38078295 Status: Bescheid Stand der BDA-Liste: 2025-06-30 Name: Aufnahmsgebäude GstNr.: .61 Aufnahmsgebäude Bahnhof Grafenstein                                             |
| ja   | Datei hochladen | Bildstock, Smollekreuz HERIS-ID: 10742 Objekt-ID: 6804                                                      | Standort KG: Grafenstein                          | Das Smollekreuz liegt westlich von Grafenstein an der Straße nach Truttendorf. Dreiseitiger, zweizoniger, barocker Bildstock mit konkaven Nischenwänden und reich profilierten Gesimsen, Ende des 18. Jahrhunderts mit abgeschrägten Eckpfeilern; Heiligen-Darstellungen Anfang des 20. Jahrhunderts, 1987 renoviert. | BDA-Hist.: Q38078226 Status: § 2a Stand der BDA-Liste: 2025-06-30 Name: Bildstock, Smollekreuz GstNr.: 518/1 Smollekreuz                                                                |
| ja   | Datei hochladen | Volksschule HERIS-ID: 10744 Objekt-ID: 6806                                                                 | Standort KG: Grafenstein                          | Atriumschule. Zwischen 1969 und 1971 nach Plänen von Clemens Holzmeister am nordöstlichen Ortsrand errichtet, eindrucksvolle holzgedeckte Halle mit hochgelegenem Fensterband und Galerie, bildet den Ausgangspunkt für die äußere, durch gegenläufige Pultdächer bestimmte Form. | BDA-Hist.: Q38078322 Status: § 2a Stand der BDA-Liste: 2025-06-30 Name: Volksschule GstNr.: 553/2 Volksschule Grafenstein, Kärnten                                                      |
| ja   | Datei hochladen | Aufbahrungshalle HERIS-ID: 10745 Objekt-ID: 6807                                                            | C.-Holzmeister-Straße 14 Standort KG: Grafenstein | 1965 auf einer ursprünglich freien Wiesenfläche nordöstlich des Schlosses nach Plänen von Clemens Holzmeister errichtet, langgestreckter O-W orientierter Bau in einfach geometrischer Formensprache. Einsegnungshalle an der Ostseite mit Giebelreiter und Glasfenster von Giselbert Hoke. | BDA-Hist.: Q38078395 Status: § 2a Stand der BDA-Liste: 2025-06-30 Name: Aufbahrungshalle GstNr.: 555/2 Aufbahrungshalle Grafenstein                                                     |
| ja   | Datei hochladen | Kath. Pfarrkirche hl. Stefan HERIS-ID: 10746 Objekt-ID: 6808                                                | Standort KG: Grafenstein                          | Der Vorgängerbau der heutigen Pfarrkirche wurde 1116 geweiht und war eine Eigenkirche der Edlen von Lungau. Sie wurde wegen Baufälligkeit wiederaufgebaut und ging 1158 an das Gurker Domkapitel. Die Kirche ist ein einschiffiger, romanischer Bau mit Chorturm, polygonalem Chor und barocken Kapellenanbauten an der Nord- und Südseite. Der Turm hat spitzbogige Schallfenster und einen Zwiebelhelm. | BDA-Hist.: Q23924669 Status: § 2a Stand der BDA-Liste: 2025-06-30 Name: Kath. Pfarrkirche hl. Stefan GstNr.: .21 Pfarrkirche hl. Stefan, Grafenstein                                    |
| ja   | Datei hochladen | Schloss Rain HERIS-ID: 10739 Objekt-ID: 6801                                                                | Schloß Rain 1 Standort KG: Replach                | Mächtiger, dreigeschoßiger Bau unter Walmdach, über längsrechteckigem Grundriss, mit Pyramidendach gedeckter, polygonaler Dachreiter. Vier quadratische, über Eck gestellte, risalitartige Ecktürme, an Nord-Fassade einachsiger, mit Satteldach gedeckter Anbau. Spätbiedermeierliche SO-Fassade mit seichtem Mittelrisalit mit Pilastergliederung und Dreiecksgiebelbekrönung; über dem Portal ein von toskanischen Säulen mit Architrav getragener Altan mit Steinbalustrade. Am Ziergiebel tondoartiges Madonnenrelief von Arnulf Pichler 1965. Im ersten Obergeschoß bemerkenswerte Tafelparkettböden und Rahmen-Füllungstüren aus der Biedermeierzeit. | BDA-Hist.: Q38078175 Status: Bescheid Stand der BDA-Liste: 2025-06-30 Name: Schloss Rain GstNr.: .1 Schloss Rain                                                                        |
| ja   | Datei hochladen | Kath. Filialkirche und Wallfahrtskirche Hl. Maria im Walde (Autobahnkirche) HERIS-ID: 10740 Objekt-ID: 6802 | Dolina 1, bei Standort KG: Replach                | Aufgrund einer Marienerscheinung von 1849 zwischen 1861 und 1863 errichteter historischer Bau, von Anton Faleschini, nach Plänen von Anton Bierbaum, bestehend aus einem hohen Presbyterium mit zweiseitigem, spitzen Chorschluss, romanisierendem Fries und Spitzgiebel an der W-Fassade mit späterem nordseitigen Sakristeianbau; Turm 1882 erbaut, 1889 eingestürzt. Langhausneubau von Wilhelm Klebel, Weihe 1957. Neugestaltung 1999/2000 durch Ferdinand Čertov und Robert Morianz als „Autobahnkirche“. Betonbau mit vorgestellter Betonwand als Eingangsfront, abgehobene Dachkonstruktion über Stützen.                                             | BDA-Hist.: Q14516260 Status: § 2a Stand der BDA-Liste: 2025-06-30 Name: Kath. Filialkirche und Wallfahrtskirche Hl. Maria im Walde (Autobahnkirche) GstNr.: .34/3 Autobahnkirche Dolina |
| ja   | Datei hochladen | Schloss Saager HERIS-ID: 10751 Objekt-ID: 6814                                                              | Saager 1 Standort KG: Saager                      | Urkundlich 1372 als Turm. Ausbau im 16. Jahrhundert, ab 1842 Edelmann. Zweigeschoßiger wuchtiger Bau mit erneuertem Krüppelwalmdach und zwei diagonalgestellten rechteckigen Ecktürmen, der nördlich vermutlich ehemalige Bergfried, der südlich im 20. Jahrhundert mehrfach verändert; im Inneren zahlreiche Gewölbe sowie Riemlingdecke mit kassettierten Tramen des 16. Jahrhunderts. Die dortige Loggia 1920 eingebaut. 1961 bis zu dessen Tod 2015 Wohnsitz des Malers Giselbert Hoke. Restauriert 1969–1973. 1994 Fassadenrestaurierung. | BDA-Hist.: Q38078926 Status: Bescheid Stand der BDA-Liste: 2025-06-30 Name: Schloss Saager GstNr.: 166/1 Schloss Saager                                                                 |
| BW   | Datei hochladen | Saager Felsenbildstock HERIS-ID: 238236seit 2022                                                            | Saager 5, bei Standort KG: Saager                 | Anmerkung: Koordinaten grundstücksgenau | BDA-Hist.: Q112960067 Status: Bescheid Stand der BDA-Liste: 2025-06-30 Name: Saager Felsenbildstock GstNr.: 114                                                                         |
| ja   | Datei hochladen | Kath. Filialkirche hl. Anna HERIS-ID: 10752 Objekt-ID: 6815                                                 | Saager 44 Standort KG: Saager                     | Von Friedhof und Mauer umgeben. Im Kern romanisch, im Barock veränderter Bau, vielleicht die urkundlich 1228 genannte, vom Kloster Viktring erbaute Michaelskapelle. 1382 und 1616 urkundlich ein Heiliges Kreuz in Saager, seit 1660 heilige Anna genannt. Restauriert 1958 und 1973. Das Kirchenschiff mit Chor einheitlich schlichter Baukörper mit Satteldach über rechteckigem Grundriss, in barocker Zeit verlängert; südlich angebaut der kräftige niedere Turm mit Spitzgiebelhelm und breiten spitzbogigen Schallöffnungen. Die westlich offene Vorhalle mit der Friedhofsmauer verbunden.                                                          | BDA-Hist.: Q38078931 Status: § 2a Stand der BDA-Liste: 2025-06-30 Name: Kath. Filialkirche hl. Anna GstNr.: 500 Filialkirche hl. Anna, Saager, Grafenstein                              |
| ja   | Datei hochladen | Kath. Filialkirche hl. Oswald HERIS-ID: 10750 Objekt-ID: 6812                                               | Thon 24 Standort KG: Thon                         | Spätgotischer, von einem Friedhof umgebener Bau, nördlich Sakristeiturm mit Spitzgiebelhelm und abgefasten spitzbogigen Schallöffnungen; eingezogener Chor mit zweistufigen Strebepfeilern, zweiteiligen Maßwerkfenstern (Maßwerke 1969 freigelegt) und 5/8-Schluss. Am Schiff barocke Fenster; die westlich offene Vorhalle mit der Friedhofsmauer verbunden; rundbogiges profiliertes spätgotisches Westportal mit Kielbogenabschluss. Wandbild heiliger Christophorus Anfang 16. Jahrhundert an Chor-Südwand. | BDA-Hist.: Q38078870 Status: § 2a Stand der BDA-Liste: 2025-06-30 Name: Kath. Filialkirche hl. Oswald GstNr.: .13 Filialkirche hl. Oswald, Thon, Grafenstein                            |
| ja   | Datei hochladen | Schloss Riedenegg HERIS-ID: 10747 Objekt-ID: 6809seit 2012                                                  | Lind 4 Standort KG: Wölfnitz                      | Im 12./13. Jahrhundert mehrfach Besitz des Stiftes St. Paul bei Lind genannt; ab 1399 Lehen der Herren von Metnitz; nach 1627 als Lehen Christof Perger, Freiherr von Hollenburg; 1842 bis in die dreißiger Jahre des 20. Jahrhunderts Privatbesitz. Nach 1627 unter Freiherrn von Hollenburg Christof Perger errichtet. Zweigeschoßiger Edelhof mit Attikageschoß, flachem Walmdach und im 19. Jahrhundert stark verändert, in 7:2 Achsen symmetrisch ausgeteilten Fassaden mit Mittelrisaliten an den Schauseiten. | BDA-Hist.: Q38078555 Status: Bescheid Stand der BDA-Liste: 2025-06-30 Name: Schloss Riedenegg GstNr.: .32 Schloss Riedenegg, Lind                                                       |
| ja   | Datei hochladen | Pfarrhof HERIS-ID: 10749 Objekt-ID: 6811                                                                    | St. Peter 2 Standort KG: Wölfnitz                 | Nordöstlich der Pfarrkirche, zweigeschoßiger barocker Stöcklbau; über dem Portal Wappenstein des Tainacher Propstes Gentilotti, bezeichnet 1625. | BDA-Hist.: Q38078778 Status: § 2a Stand der BDA-Liste: 2025-06-30 Name: Pfarrhof GstNr.: .15 Pfarrhof Sankt Peter, Grafenstein                                                          |
| ja   | Datei hochladen | Kath. Pfarrkirche St. Peter zu St. Peter bei Grafenstein HERIS-ID: 10748 Objekt-ID: 6810                    | Standort KG: Wölfnitz                             | Urkundlich 1138 und 1269 erwähnt. Schmaler gotischer Bau mit dreiseitigem Chorschluss, der West-Turm mit Pyramidenhelm und großen rundbogigen Schallfenstern. Steinplattleindeckung. Südlich zweigeschoßiger Sakristeianbau und westlicher, mit der Friedhofsmauer verbundene barocke Vorhalle. Abgestufte Strebepfeiler an Schiff und Chor; die Fenster barockisiert, im Chor das Maßwerk vermauert. Spitzbogiges, profiliertes gotisches Eingangsportal. Monumentaler, stark verwaschener heiliger Christophorus an der Turm-Südseite. | BDA-Hist.: Q38078675 Status: § 2a Stand der BDA-Liste: 2025-06-30 Name: Kath. Pfarrkirche St. Peter zu St. Peter bei Grafenstein GstNr.: .18 Pfarrkirche St. Peter bei Grafenstein      |

### Ehemalige Denkmäler
| Foto |                 | Denkmal                                                                                          | Standort                             | Beschreibung | Metadaten |
| ---- | --------------- | ------------------------------------------------------------------------------------------------ | ------------------------------------ | --- | --- |
| ja   | Datei hochladen | Erdwerk/Schanze, ma. Wehranlage Altgrafenstein HERIS-ID: 58317 Objekt-ID: 68883von 2021 bis 2021 | Grafenstein Standort KG: Grafenstein | Anmerkung: Doppeleintrag (vergleiche Burgstall Altgrafenstein), der 2021 irrtümlich in die amtlichen Denkmallisten aufgenommen wurde. | BDA-Hist.: Q108545921 Status: Bescheid Stand der BDA-Liste: 2021-07-01 Name: Erdwerk/Schanze, ma. Wehranlage Altgrafenstein GstNr.: 177 |